# Jaime Herrera Beutler

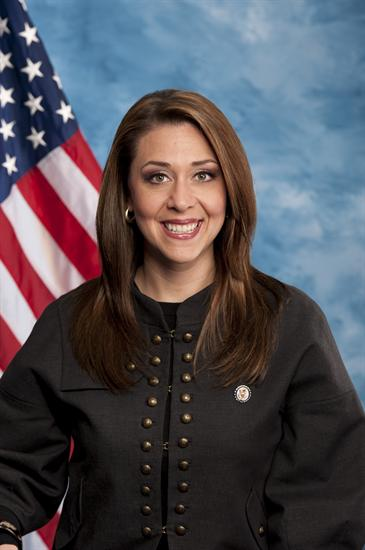
Jaime Herrera Beutler (2011)

Jaime Lynn Herrera Beutler (* 3. November 1978 in Glendale, Los Angeles County, Kalifornien) ist eine US-amerikanische Politikerin der Republikanischen Partei. Von 2011 bis 2023 vertrat sie den dritten Sitz des Bundesstaats Washington im US-Repräsentantenhaus. Bei ihrem Amtsantritt im Kongress war sie jüngste weibliche Kongressabgeordnete überhaupt, und bis 2020 war sie auch die einzige republikanische Abgeordnete der Westküste.

## Werdegang
Jaime Lynn Herrera, so ihr Geburtsname, studierte zwischen 1996 und 1998 an der Seattle Pacific University. Im Jahr 2003 absolvierte sie das Bellevue Community College, wo sie einen Associate of Arts erlangte. Danach studierte sie bis 2004, mit Abschluss als Bachelor of Arts, an der University of Washington in Seattle. Zwischen 2005 und 2007 arbeitete sie für die Kongressabgeordnete Cathy McMorris Rodgers.
Sie lebt zusammen mit ihrem Mann Daniel Beutler und den drei Kindern in Battle Ground (Washington).

## Politische Laufbahn
Politisch schloss sich Jaime Herrera Beutler der Republikanischen Partei an. Von 2007 bis 2010 saß sie als Abgeordnete für den 18. Distrikt im Repräsentantenhaus von Washington.
Bei den Kongresswahlen des Jahres 2010 wurde Jaime Herrera im dritten Wahlbezirk des Bundesstaats Washington in das US-Repräsentantenhaus in Washington, D.C. gewählt, wo sie am 3. Januar 2011 die Nachfolge des nicht mehr kandidierenden Demokraten Brian Baird antrat. Bei allen folgenden fünf Wahlen zwischen 2012 und 2020 wurde sie jeweils bestätigt. Sie wurde stets mit mehr als 52 % der Stimmen wiedergewählt. Ihr bestes Ergebnis erzielte sie bei den Wahlen 2016 mit 61,8 %, und das schlechteste Wiederwahlergebnis hatte sie im Jahr 2018 mit 52,7 Prozent der Stimmen.
Die Primary (Vorwahl) für die Wahlen 2022 am 2. August konnte sie mit 22,3 % knapp um einen halben Prozentpunkt nicht gewinnen. Ihre insgesamt sechste und letzte Legislaturperiode im Repräsentantenhaus des 117. Kongresses endete am 3. Januar 2023. Um ihre Nachfolge traten die Demokratin Marie Gluesenkamp Perez sowie der Republikaner Joe Kent, dem sie bei den Vorwahlen unterlegen hatte, an. Überraschend gewann Marie Gluesenkamp Perez die Wahl im November 2022.

### Ausschüsse
Herrera Beutler war Mitglied in folgenden Ausschüssen des Repräsentantenhauses:
- Committee on Appropriations
  - Energy and Water Development, and Related Agencies
  - Labor, Health and Human Services, Education, and Related Agencies
  - Legislative Branch (Ranking Member)
- Joint Economic Committee

Des Weiteren war sie Mitglied in zwei Caucuses.

### Standpunkte
Während Beutler das erste Amtsenthebungsverfahren gegen Donald Trump noch abgelehnt hatte, unterstützte sie das zweite Amtsenthebungsverfahren 2021.